# Український національно-державний союз (з 1946)
Український національно-державний союз (УНДС) — українська політична партія в діаспорі, була створена на з'їзді у Новому Ульмі (Німеччина) 25—26 травня 1946 року з кількох груп: міжвоєнних емігрантських діячів, лояльних до екзильного центру УНР, колишніх військовиків УНР, повоєнної східно-української еміграції, головно з так званої харківської громадськості, та західно-українських поміркованих діячів, які під час другої світової війни переважно співпрацювали у системі УЦК. 
До Головної управи обрано Тимоша Олесіюка, головою Ради Волидимира Доленка. УНДС був співтворцем Української Національної Ради, а його діяч Борис Іваницький став її головою. 
Другий з'їзд в Майнц-Кастелі 2—3 вересня 1947 року змінив структуру УНДС, обрав Центральний Комітет на чолі з Михайлом Олексієвим; з 1950 року головою став Микола Лівицький, з 1967 року — Теофіль Леонтій. Центральний комітет розташовувався в Німеччині. Споріднені організації УНДС діяли в Австралії, Англії, Канаді, США, Франції.   
Невдовзі деякі середовища відокремилися від УНДС і створили свої партії:
- діячі харківської групи оформили 1948 року Союз земель соборної України — Селянську Партію (Володимир Доленко, Василь Дубровський та ін.);
- 1950 року група Костя Паньківського, Михайла Ветухова і Миколи Шлемкевича створила у США Союз Українських Національних Демократів.

Окремі члени з колегії УЦК також відійшли, й УНДС звузився до прихильників президента УНР в екзилі Миколи Лівицького. Діяч УНДС Теофіль Леонтій був довголітнім головою Виконавчого органу УНРади. 
Пресові органи: 
- Пресовий орган УНДС — місячник «Мета» (1953—1972), що згодом стала напівофіціозом Державного Центру УНР в екзилі;
- Короткий час у 1950-их роках виходив «Бюлетень УНДС» у США, а згодом, як його продовження, у 1960-их роках у Нью-Йорку видавався у форматі двомісячника поновлений журнал «Тризуб» (редактором обох видань був інж. Артем Зубенко[1]); 4 випуски «Бібліотеки українського державника» тощо.

Крім згаданих, видатні діячі: Євген Ґловінський, М. Кабачків, Володимир Соловій, Олександр Юрченко та генерали: Михайло Омелянович-Павленко, Михайло Садовський, Олександр Вишнівський, Аркадій Валійський.